# حمد بن جازي الحويطات
حمد بن عرار بن نصار بن جازي الحويطات (أبو نايل) شيخ مشايخ قبيلة الحويطات العربية، أحد أبرز قادة الثورة العربية الكبرى وهو من أهم ركائز الداعمين والمؤسسين للدولة الأردنية، عضو مجلس البرلمان الأردني عن البادية الجنوبية الأردنية من بداية تأسيس مجلس النواب الأردني سنة 1929 حتى وفاته سنة 1962 حيث استمر عضوا في المجلس نحو 33 سنة متتالية وكان فوزه يتم بالتزكية.ولذلك سمي بأبي البرلمانيين العرب، حاصل على الباشوية من أمير الدولة العثمانية ونسخة الفرمان والنيشان العثماني بمنح الباشوية ل حمد بن جازي معروضة في المكتبة العثمانية في قصر طوبقابي في إسطنبول بتركيا حاليا. وكان الشيخ حمد بن جازي من أوائل المستقبلين للأمير عبد الله بن الحسين في مدينة معان عام 1920م. ومن الأوسمة التي حصل عليها الشيخ حمد بن جازي على وسام النهضة من الدرجة الثالثة، وذلك تكريماً لجهوده في خدمة الوطن

## نشأته
ولد حمد بن جازي، في بلدة الرشادية عام 1886م وهو ابن الأمير عرار بن جازي (أمير البتراء) وشيخ مشايخ قبيلة الحويطات الذي اورثه زعامة القبيلة كان الشيخ حمد بن جازي ينتخي بأخته (صيته) ويقال له (أخو صيته).

## قضاؤه
يعتبر الشيخ حمد بن جازي من أشهر قضاة قبيلة الحويطات وقبائل البادية فهو قاضي القلطة الوحيد في قبيلة الحويطات، وقاضي القلطة هو أعلى مرجع قضائي لدى القبيلة وله صلاحية تعديل السوادي (العادات)، فيعتبر مشرّع ويأخذ قضاة العشائر عامة بتشريعه ومن ذلك يدرك مدى خطورة القرار الذي يصدره وتأثيره على مجتمع البادية، فبذلك يكون حمد بن جازي واضع لمبادئ عامة يسير عليها القضاة الآخرون ويصبح المبدأ الذي يضعه سوادي عند البدو ويعبّر عن ذلك البدو بقولهم (إن هدم رسم ما حدا يبنيه وان بنى رسم ما حدا يهدمه)، والحكم الذي يصدره في قضية يعتبر من السوابق القضائية لقضايا تحدث فيما بعد والتي تكون مماثلة للقضية التي أصدر حمد بن جازي فيها حكمه فيأخذ القاضي بالحكم الذي أخذه الشيخ حمد، فيعبّر عنها البدو بقولهم (قلط عليها ابن جازي)
وهنا يقول القاضي الذي يحكم دون أن يشرّع ((حنا تبّع، لا نشرّع شرع ولا نفرّع فرع)) وهذا يعني أن الأصل هو العمل بالسوادي والأعراف القضائية المعروفة والمتوارثة جيلا عن جيل فالقاضي لا يستطيع ابتداع الأحكام أو تغييرها ويستثنى من ذلك حالة التغيير الاجتماعي وذلك عندما يقتضي تطبيق عرف قضائي معين الإضرار بمصلحة المجتمع العشائري نظرا لتغير الظروف عندها يصدر قاضي القلطة قراره بتعديل السوادي.

## تعديل الاعراف القضائية
فعلى ضوء التغير الاجتماعي الذي حدث في عشائر الحويطات فقد تنبه قاضي القلطة الشيخ حمد بن جازي إلى ضرورة إعادة النظر في بعض السوادي القديمة وبعد المداولة والتمحيص خلال سنة 1940 م وضع الشيخ حمد مبادئ جديدة عدّلت السوادي القديمة وهذه المبادئ هي:
- المبدأ الأول: الزوج الذي يريد ترك زوجته يفقد حقه باسترداد المهر، وهذا المبدأ يخالف السوادي القديمة التي تتيح للزوج أن يسترد جميع ما دفعه لها حتى الملحة التي خسرها كما أضاف الشيخ حمد إلى ذلك المبدأ انه إذا كانت الزوجة عايفه (ترغب ترك زوجها) فان لزوجها الحق في أن يسترد جميع المواشي والفلوس والتي سبق وقدمها مهرا لها ولكن لا يصح له أن يسترد الذبايح والجهاز (أي اللباس والحلي) في العرس.
- المبدأ الثاني: لا يجوز إجبار الأب على تزويج ابنته من أي إنسان بغض النظرعن درجة القرابة
- المبدأ الثالث: لقد قرر منع العداية (أي أخذ ماشية الغير من أجل إقراء الضيف) بين عشائر الحويطات بحجة أنها أصبحت (عداوة) لكثرة المشاكل والمتاعب التي تجلبها
- المبدأ الرابع: كما منع قتل الحيوان وقطع الشجر ثأرا لجرائم الدم والعرض.
- المبدأ الخامس: كما قرر منع الجيرة التي يلجأ إليها البعض للحيلولة دون زواج فتاة من عشيرتهم بحجة أن المعترض أولى بها من غيره. آخذا بذلك الشيخ حمد بن جازي بتعاليم كتاب الله عز وجل والشريعة الإسلامية السمحة.

## حماية المرأة وحقوقها
كان للشيح حمد دور كبير في حكماية حق المرأة في الزواج واختيار زوجها وقبوله، حيث ذكر في مقالة العلامة الأردني روكس بن زائد العزيزي «شيء عن قبيلة الحويطات» مــا حرفــه: 
```
((كما ولا يفوتني أن اذكر ما قدم الشيخ الأجل حمد الجازي من خدمة إنسانية عدا خدماته في ميدان القضاء والفروسية والكرم، أجل خدمته التي ستذكرها الأجيال على مدى الدهر يوم أنقذ المرأة الأردنية من عبودية قد فرضتها عليها العادات الجائرة والتقاليد البالية: 
```

إذ ابطل أولوية ابن العم بابنة عمه، فقد كان ابن العم أولى بابنة عمه ولو كان معتوها، وفي أقوالهم:
«ابن عمها يحوّلها عن ظهر جملها أو عن ظهر فرسها.. أي وهي مزفوفة إلى عريسها» 
• كما وابطل غرة المدّى – وهي الفتاة التي يجب على أهل القاتل أن يقدموها إلى أهل القتيل مقدمة لمفاوضات الصلح – وتبقى هذه عند زوجها أحط من أمه، لا يحق لأهلها أن يدافعوا عنها أو ينتصروا لها أو يطلبوا طلاقها ممن تزوج بها إلا إذا أنجبت ذكورا أذكياء أبطالا فعندها يستطيع أهلها أن يطالبوا بطلاقها فيحكم القاضي بذلك، فحسب هذا الشيخ حمد بن جازي ما قدم للإنسانية عامة وللمرأة الأردنية خاصة))
وهنا نذكر ما قاله الملك الحسين بن طلال في خطاب له ألقاه في زيارة له لمضارب قبيلة الحويطات في الحسينية بتاريخ 5 تشرين أول 1989 م ما نصه: 
```
((لقد كنت خلال زياراتي وتجوالي بين الأهل والعشيرة أجد الشيخ المناضل حمد بن جازي ومعه الشيخ فيصل وإخوانه على رأس الجميع يتفانون في خدمة كل الناس، وستظل هذه الصورة حيّة في ذاكرتي ما حييت وسأحملها في كل زياراتي ولقاءاتي مع الأهل في هذا الجزء الغالي من وطننا الكبير)) كما ويستذكر حديث الذكريات في خطابه ويقول ((اذكر في السنة الأخيرة وقبل أن يختار الله الشيخ حمد بن جازي إلى جواره عندما غطى الثلج هذا الجزء من وطننا الكبير كان رغم كبر سنه يتفقد أحوال الناس.. ويضيف.. هذه الصفات لا بد أن نحافظ عليها وهذه العلاقات لابد أن تتواصل بيننا، هذه قيم ورثناها عن آبائنا وأجدادنا وهذه سمات عرفناها، وأنني أتمنى أن تتكرر هذه الصورة داخل الأسرة الواحدة، يد واحدة وقلب واحد في حبهم واحترامهم لبعضهم البعض))
```

## الثورة العربية الكبرى
عندما بدأت الحرب العالمية الأولى كان حمد بن جازي زعيما مرموقا وذا نفوذ وسلطه وتوالى ذلك بصماته الواضحة والمهمة والمؤثرة في الثورة العربية الكبرى، وجاء أن اتخذ في بادئ الأمر جانب الحياد من منطلق إسلامي وسياسي، وذلك للعهد المبرم بينه وبين الأتراك العثمانيين مسبقا كان مفاد هذا العهد خضوع قبيلة الحويطات خضوعا رمزيا فقط للحكم العثماني دون تدخل من الدولة العثمانية بأي من أمور قبيلة الحويطات الداخلية وعلى ذلك تم الاتفاق وعلى عدم الخيانة من كلا الطرفين ولكن خان الاتراك العهد من خلال الكذبة التي اقترفها محمد جمال باشا قائد الفرقة الثامنة في واقعة (الوهيدة) في يوم 17 تموز 1917 م عندما أوهمهم انهم سيقاتلون الجيش البريطاني وكان الطرف الثاني ثوار من أبناء الأمة العربية فبذلك نقض العهد فتوجه الشيخ حمد مع فرسانه الحويطات إلى موقع الغريغرة وبادر بالانضمام للثورة بعد أن تعرف على حقيقة أهدافها فشد من أزرها برجاله ونفوذه
وذهب إلى العقبة لمقابلة الأمير فيصل وقد شارك الشيخ الفارس ابن جازي مع فرسان الحويطات في معارك (الغريغرة),(الحسا),(عنيزة), 
موقعة غدير الحج التي قال في هذه الموقعة الزعيم طاهر محمد عارف حيث أنه شهدها وشارك فيها:
```
لقد تشكلت القوة التي هاجمت محطة غدير الحج من سريتي مشاة الأولى بقيادة الملازم الأول طاهر محمد عارف والثانية بقيادة الملازم إبراهيم كمال وفصيل رشاش وفصيل مدفعية بقيادة رفعت شوكت ومفرزة تخريب بقيادة الملازم عبد الجبار أبو بهيجة، وكانت المفرزة بقيادة عبد الله الدليمي وبعدئذ التحق بها نوري السعيد يرافقه جميل المدفعي وكانت مع المفرزة قوة من البدو من عشيرة الحويطات نحو 200 مقاتل بقيادة الشيخ حمد ابن جازي، وسرية خيالة بقيادة الرئيس إسماعيل نامق والملازم اشرف أحمد، فتقدم القوة بقصد الاستطلاع قائد المفرزة مع آمري السرايا والمدفعية والرشاش ومعهم مرافق آمر المدفعية الملازم جمال بابان، وبينما كانوا في وادي العكيكة طوقتهم سرية خيالة تركية فقطعوا الأمل من الخلاص، وكنا في ذلك الحين نعتقد أن الأتراك يمثــّلون ثم يقتلون كل من يقع في أيديهم ولذلك فإلى ذلك التاريخ لم يقع من الجيش في أيدي الأتراك أسير واحد، وعلى ذلك قرر جميع الضباط المحاصرين الانتحار، وفي هذه اللحظة الحرجة جاء لنجدتهم حمد بن جازي وخيالته وفرسانه من الحويطات فهاجموا خيالة الأتراك وهزموهم وبذلك أنقذوا الضباط المحاصرين، إنما أصيب حمد بن جازي بجرح بليغ في هذا الهجوم فنقل إلى المستشفى.
```

وكذلك شارك حمد في معارك (جرف الدراويش),(الطفيلة),(معان) وظل الشيخ حمد بن جازي يحمل بندقيته وسيفه كمقاتل لا يعرف الخوف والتراجع إلى أن تحررت بلاد الشام ودخل مع الأمير فيصل إلى دمشق مزهوا بالنصر وتحقيق الهدف

## مؤتمر ام العمد
عقد مؤتمر أم العمد في شهر حزيران لعام 1936م  وكان الشيخ حمد من ضمن شيوخ قبائل شرقي الأردن وزعمائها الذين أعلنوا فيه استعدادهم للمساهمة في الجهاد في فلسطين  وطالبوا بالتدخل لحل القضية الفلسطينية، وكان الشيخ حمد من ضمن الموقعين على مذكرة رُفِعت إلى الأمير عبد الله بن الحسين.

## نضاله السياسي لقضايا الامة
كان للشيخ حمد بن جازي اهتمام واضح اتجاه القضايا والشؤون 
العربية في آنه وكان على تفاعل دائم ومستمر معها، فلقد كان بعد المؤامرة على الحكم العربي أن شارك الشيخ حمد بجميع المؤتمرات الشعبية التي عقدت في الجنوب الأردني للتنديد بالمؤامرة والعرائض الاحتجاجية على سلوك الحلفاء تجاه العرب، وكان الشيخ حمد من بين الأعضاء الذين طالبوا بتعديل بعض مواد المعاهدة الأردنية – البريطانية والتي عرفت معاهدة 1928 وقد في جميع المؤتمرات الوطنية التي طالبت بتعديل المعاهدة أو بوضع صيغ جديدة لتنظيم العلاقات بين الطرفين
شارك الشيخ حمد بن جازي في المؤتمر الوطني الأردني الأول الذي وضع الميثاق الوطني، كما شارك في المؤتمر الوطني الخامس الذي دعت إليه اللجنة التنفيذية الذي استنكرما تقوم به الصهيونية من دعايات للانتفاض من حقوق شرق الأردن تحقيقا لمطامعها، ووضع تشرع قاطع لمنع بيع الأراضي لليهود وتعاملهم مع شرق الأردن، كما واسس الشيخ حمد حزب اللجنة التنفيذية لمؤتمر الشعب الأردني العام والذي غاياته السعي لتحقيق أماني البلاد القومية كما شارك في تأسيس حزب الإخاء الأردني

## نضاله وجهاده القومية
لم يكن كافيا عند الشيخ حمد بن جازي أن يكون مستاء للأوضاع الراهنة التي حلت بالأمة وباستلاب فلسطين بأن يقوم بالمشاركة بالمؤتمرات الاحتجاجية على سلوك الحلفاء الاستعماريون مع العرب فحسب، وإنما كان صاحب الشعور الذي يمليه الواجب عليه بان يقدم شيئا للأرض السليبة وأصبح ذلك الشعور امتدادا لمبادئه للمضي قدما في الدفاع عن الأرض المحتلة بالجهاد فيها ومقاتلة الأعداء المحتلين لها
قاد حمد بن جازي جموع الحويطات إلى جانب المناضلين في فلسطين فأبلوا البلاء الحسن فيها وكــرّسوا لها حياتهم ووضعوا أرواحهم على الاكف رخيصة ليقدموا الشهيد تلو الشهيد ومنهم ابن الشيخ حمد الأكبر نايل الذي روى بدمه الطاهر أرض فلسطين في معركة باب الواد، كما وكان ملاذا لثوار فلسطين يأوون إلى بيته ومضارب عشيرته هربا من قمع الإنجليز أو طمعا في دعم أو سلاح.

## التفاوض مع حكومة نجد
وكان الشيخ حمد بن جازي من الممثلين عن قبائل شرق الأردن  من أجل التفاوض مع حكومة نجد بتاريخ 19 أيلول 1926م  بخصوص موضوع المسروقات التي تمت عن طريق الغزوات، وتعهد الشيخ حمد بأن تتعهد قبيلته بتنفيذ الاتفاقية من أجل منع المسروقات والمنهوبات التي تتم من خلال أعمال الغزو، فقد كان الشيخ حمد من الشيوخ البارزين في المنطقة، إلا أن هذا الإجراء لم يمنع وقف الغزو بين قبائل شرقي الأردن وقبائل نجد.

## فروسيته
يعتبر الشيخ حمد بن جازي من أكبر واقدر قادة الحويطات المحاربين وله غزوات مشهورة بعيدة المسافة حيث أنه لعب دورا عظيما في وقت المغازي فكانت تتبعه الجموع، فعرف بشجاعته وبسالته في القتال وإقدامه على المكاره والمهالك عند الحاجة إلى ذلك بثبات جأش عند المخاوف، وارتبطت شجاعته باعتماده على رأي حصيف وتبصر للأمور مع حسن حيلة وحذر وتيقظ فهو شديد الحنكة قوي البأس وفارس باسل ومحارب قوي.. وقد نضم الشعراء قصائد كثيرة في وصف شجاعته نختار منها:
يــا راكـبـا الـلي ركب ما يـعـيـبـي *** شـبـه الـضـلـيم لا جــفــل مــن مــعـشـــــاه 
مـكـلـفـه راعـيـه بقـشــه جديـدي *** لــوح الــشــراشــب مــن يــمـيـنه ويـسـراه 
وتـلفي عـليه مـثل عدّ الوريــدي *** يــا بـيـت أبــو نــايــل على الـطيـب مـبـنـاه 
يا آمر بـشق البـيت على العبيدي *** مـثـل الامـــيــــر وقــاعــد فـي ســـرايــــاه 
مـير هذا ولد عـرار شوفه بعيدي *** مـهـو مـن الـلـي يـقـصـر الـشـوف بــتــــلاه 
اطـلب مـن الله ليت عمرك يزيدي *** ويـــا رب شـــــر الــــمـخـالــيـق تـــاقــــاه 
شيخ عـلى دور الـحرايب يكيدي *** عـقـيـد كــــل الـــحـويـــطــات تــتـــــــــلاه 
لـن اعتلى على ناثرات السبـيـبــي *** كــم واحــــد مـن حــربـه قـــصـر يــمـنـــاه 
هذا ابن جازي في الملاقي يكيـدي *** وكــثـيـر مـــن بـعـض الـقـبـايـل تـــخـشـاه
حظيت قوة وشجاعة حمد بن جازي بسمعة قوية بين القبائل والعشائر سواء القريبة منها أو البعيدة فشاعت بينهم سيرته الحربية وقوة بأسه في الغزوات وجأش شجاعته في الملاقي، فأخذت العشائر تتداول في ما بينها قصص البطولات لحمد بن جازي فاتخذ مضرب المثل في الشجاعة والقوة عندهم.
```
ومن القصص التي تدل على بأس حمد بن جازي وعزمه والسمعة التي كان يتحلى بها بشجاعته وقوته أن فتاة من الجزيرة العربية كانت تحب ابن عمها فتقدم لخطبتها لكن أبوها رفض تزويـجها إياه فقالت هذه الأبيات تدعو فيها على والدها:
```

- عـــســاك بــغــزو ابــــن جــــازي *** يـــجــيـــك بـخـمـس وثـمـانـيـن مـردوفــه
- يـــجـــيـك مـن ديــرتــه غــــازي *** ويــــاخـذ حـــلايـــــبـــك الــضــعــوفــــــه
- وعــســـاك لــلـنـــاس تـــحــتـــاج ***وتـــــجـــــرب الـــــفــــقـــر وتـــشـــــوفـــه

أما بعد أن منع الغزو عند البدو ساهم الشيخ حمد بن جازي وبشكل كبير بوقفها وإنهائها بتوطين البدو وحمايتهم وابعادهم عن الغزو وكذلك قام بخطوة ذكية بتشجيع أبناء الحويطات بالانخراط في صفوف القوات المسلحة فحدّ وبشكل كبير من الغزو وبذلك انتهت هذه العادات بين أفراد البادية ورست قواعد الأمن والطمأنينة في ربوع الصحراء التي كانت مسرحا لعمليات الغزو والاعتداء.
```
وبذلك نضم الشيخ جروح الزلع أحد مشايخ بني عطية هذه الأبيات يثمن فيها دور حمد بن جازي في الحد من الغزوات والقتال فيقول:
```

يــــوم ابن جازي بــنـى قـــصــوره *** عــزيـلكـــم يــالـــحــــويـــطــاتـــــــي 
شـيــخ مــدالـــيـــه مـــــذكــــــوره *** يـدلـــى عـــلـى الـــجـــــد والـــــمـــاتي 
كـــم هــــجــــمــــة زاع مـقـهــوره *** يـوم الـطـرب فــوق عـــــدلاتـــــــــــي 
يـــــرعـى فــــلأ نــــجـــد والكــوره *** ودنـى مــشـــاتــيـــه خــــولاتـــــــــــي
```
ابن جازي _ والمقصود هو حمد بن جازي _ بدأ بالعمار والمسكن مما يدل على الاستقرار وترك الغزو وبما أن ابن جازي هو شيخ قبيلة الحويطات فانه لابد من قبيلته والتي هو زعيمها الاقتداء به والالتزام بما يقره لهم وبذلك تحققت أهداف الشيخ حمدد بالحد من الغزو وانعزلوا عنها وتركوها وما كان لأبعاد المغازي من التأثير الكبير الذي وضعه حمد بن جازي على تلك العادة.
```

كذلك ساهم الشيخ حمد باشا بإنهاء الغزو وقضايا الدم من خلال المعاهدات والاتفاقات التي تسمى عند البدو ((الحفار والدفان)), وقد كان طرح هذا الموضوع رسميا لأول مرة في شرق الأردن عام 1925، وعلى ما تقدم فقد تم الاجتماع والاتفاق ما بين حمد باشا الجازي، شيخ مشايخ الحويطات ومثقال باشا الفايز، شيخ مشايخ بني صخر، والذي تم تحت إشراف الملك/ الأمير عبد الله آنذاك بالكرك عام 1925، وأعلنوا مبدأ الحفار والدفان على جميع القضايا المعلقة فيما بين القبيلتين، هذا على المستوى السياسي، ومن خلال ذلك نجد أن كلا من حمد باشا ومثقال باشا مثـــّلا عشائرهما وكانا مفوضان لتوقيع معاهدة نسيان الماضي مع الآخر وإعلان الحفار والدفان لتسكير قضايا الدم السائدة ونبذ الخلافات وطمسها فارتأوا فتح صفحة جديدة من العلاقات الاجتماعية والحياة التي تتطلب التألف والتكاتف، إن الأمر قرار سياسي، لذلك اتخذوه الشيوخ ووقعوا عليه وتحملوا مسؤوليته، أما الأمير فقد حضر هذا الاتفاق كنوع من المباركة وإعطاء الزخم والدعم ليرى النور فتجتمع كلمة الناس المتخالفة ضد بعضها البعض، فيصبحوا أسرة واحدة.

## عضويته في المجالس التشريعية النيابية
شارك الشيخ حمد بن جازي بعضوية كل من المجالش التشريعية (النيابية)التالية:
المجلس التشريعي الأول
منذ أن تأسست إمارة شرق الأردن وكان الشيخ حمد بن جازي من الداعمين لها ولمؤسساتها الحكومية المركزية، فانتخب عضوا في أول مجلس تشريعي في البلاد وقد مثّـل بدو الجنوب في هذا المجلس الذي انعقد يوم الثلاثاء 2 نيسان 1929 م.
وكان الشيخ حمد من بين الأعضاء الذين طالبوا بتعديل بعض مواد المعاهدة الأردنية – البريطانية والتي عرفت معاهدة 1928 ورفعوا مذكرة إلى رئيس النظار حسن خالد بتاريخ 4 حزيران 1929 م يقولون فيها ((إننا بالنظر إلى كل الاعتبارات سنصادق على المعاهدة مع المطالبة أن تسعى الحكومة لتعديل المادة الأولى من المعاهدة والفقرة الثانية من المادة الثانية والماد (5، 2، 6، 7، 10) والفقرة الثانية من المادة (11) والمادتين (14، 16))) وقد اعتبرت الحكومة هذه المذكرة الموقعة من أكثرية النواب بمثابة تصديق المعاهدة علما أن المطالبة بتعديل معظم موادها يعد بمثابة إعادة النظر بها من جديد.
ولقد شارك حمد بن جازي في جميع المؤتمرات الوطنية التي طالبت بتعديل المعاهدة أو بوضع صيغ جديدة لتنظيم العلاقات بين الطرفين.
وبعد تصديق المعاهدة كتب المعتمد البريطاني إلى رئيس النظار بتاريخ 15 حزيران 1929 يبلغه ((تقدير فخامة المندوب السامي للدور المهم الذي قمتم به في تسيير دفة الاتفاقية نحو الغاية المنشودة))
وفي 7 أيار 1929 نشر النظام الداخلي للمجلس التشريعي وهو بنص على وجوب اجتماع هذا المجلس في دورته العادية في اليوم الأول من تشرين الثاني من كل سنة، وان يجتمع بصورة استثنائية في أي حين كلما دعاه الأمير للاجتماع.
بتاريخ 9 شباط 1931 (21 رمضان 1349) اصدر الأمير عبد الله بن الحسين إرادته بحل المجلس التشريعي
المجلس التشريعي الثاني
شرعت الحكومة في الاستعداد لإجراء الانتخابات الجديدة وعينت الأول من حزيران عام 1931 م موعدا لاجتماع المنتخبين الثانويين في مناطق الانتخاب، لاختيار أعضاء المجلس التشريعي الثاني، ومما يجدر ذكره أن المعارضين خاضوا معركة الانتخابات هذه بعد أن تبين لهم أن النضال الوطني داخل المجلس ربما يكون أكثر جدوى للبلاد من النضال خارج المجلس.
جرت انتخابات المجلس التشريعي الثاني وفاز الشيخ حمد بمقعد دائرة بدو الجنوب، وقد دعي هذا المجلس لعقد دورة فوق العادة يوم 10 حزيران 1931، واستمر في أداء واجباته حتى أكمل المجلس مدته الدستورية وهي ثلاث سنوات.
المجلس التشريعي الثالث
وبتاريخ 16 تشرين الأول 1934 جرت انتخابات المجلس التشريعي الثالث وفاز الشيخ حمد بن جازي للمرة الثالثة، وقد عقدت الدورة الأولى لهذا المجلس يوم الخميس 1 تشرين الثاني 1934 م، وقد أكمل هذا المجلس مدته الدستورية.
المجلس التشريعي الرابع
بتاريخ 16 تشرين الأول 1937 م جرت الانتخابات للمجلس التشريعي الرابع وقد تمخضت الانتخابات عن فوز الشيخ حمد بمقعد دائرة بدو الجنوب للمرة الرابعة، وبدأ هذا المجلس دورته الأولى يوم الاثنين 1 تشرين الثاني 1937، وقد أكمل هذا المجلس مدته الدستورية ثم مددت سنتين أخرى ين فاستمر في عمله حتى عام 1942 م.
المجلس التشريعي الخامس
جرت الاستعدادات لانتخاب أعضاء المجلس التشريعي الخامس بع أن أتم المجلس التشريعي الرابع خمس سنوات من عمله، في 20 تشرين الأول 1942 تمت عملية الانتخاب، وللمرة الخامسة يتم انتخاب الشيخ حمد ويمثّل بدو الجنوب، وقد دعي هذا المجلس للانعقاد يوم 1 تشرين الثاني، وقد استمر هذا المجلس في عمله حتى أتم مدته الدستورية، ثم مددت سنتين أخرى ين، فبقي مستمرا في عمله حتى إعلان الدستور الجديد لسنة 1947، عندما أجريت الانتخابات لاختيار أعضاء المجلس النيابي الذي حل محل المجلس التشريعي بموجب الدستور، فكان هذا المجلس الأخير في عهد الإمارة وفي التعديل الجديد أصبح اسمه ((مجلس الأمة)).
مجلس الأمة الأول
نص الدستور الأردني الصادر في 1 شباط 1947 على أن السلطة التشريعية منوطة بمجلس الأمة والملك، ويتألف مجلس الأمة من مجلسي الأعيان والنواب ويتألف مجلس النواب من ممثلين منتخبين طبقا لقانون الانتخابات الذي ينبغي أن يراعي فيه التمثيل العادل للاقليات، وان مدة مجلس النواب أربع سنوات.
جرت الانتخابات لمجلس الأمة الأول بتاريخ 20 تشرين الأول 1947 وفاز الشيخ حمد بمقعد بدو الجنوب، وقد استمر مجلس الأمة هذا في عمله حتى 1 كانون الثاني 1950 حينما حل من أجل إجراء الانتخابات المنبثقة عن قرار الوحدة بين الضفتين.
مجلس الأمة الثاني
عدل قانون الانتخابات فضوعف عدد أعضاء مجلس النواب وعدد أعضاء مجلس الأعيان وذلك بسبب إجراء انتخابات جديدة تشمل الضفتين، وعين 11 نسيان موعدا لانتخاب أعضاء المجلس النيابي الجديد، ووجه الملك عبد الله كلمة إلى الشعب في ضفتيه يوم 18 آذار 1950 قال فيها: إننا معتزمون على أن يكون المجلس مجلسا تتحمل فيه الحكومة أمامه جميع مسؤولياتها على المقتضى المقرر من هذه الأصول، ويتطلب ذلك إجراء تعديل في الدستور. وتشكل مجلس النواب المنبثق عن الانتخابات يوم 20 نيسان 1950 م فانتخب الشيخ حمد عن بدو الجنوب، وفي الساعة العاشرة من صباح يوم الاثنين 7 رجب 1369 الموافق 24 نيسان 1950 عقد مجلس الأمة الأردني الجديد جلسة افتتحها الملك عبد الله في مهرجان حافل.
كان من أولويات هذا المجلس أن بحث أعضاءه مشروع قرار الضفتين الذي قدمته الحكومة فوافق عليه بالإجماع وقرر رفعه لالملك كي يقترن بتصديقه، وبعد ظهر اليوم نفسه حمل الأعضاء وثيقة القرار التاريخي بوحدة الضفتين إلى قصر رغدان وعرضوها على الملك، فقال لهم: اشكر لمجلس الأمة ثقته، أما وقد صدر هذا القرار، فلا يسعني إلا قبول إرادة الأمة، وتم التوقيع في الساعة الخامسة بين هتاف النواب والأعيان، وإيذانا باكتساب هذا القرار صفته التنفيذية أطلقت إحدى وعشرين طلقة، ثم تولى وزير الخارجية تبليغه إلى الدول العربية الشقيقة والدول الأجنبية الصديقة. 
بتاريخ 3 أيار 1951 صدرت إرادة ملكية بحل مجلس الأمة، وعين يوم 29 آب موعدا لإجراء الانتخابات.
مجلس الأمة الثالث
وجرت انتخابات جديدة بتاريخ 29 آب 1951م وقد فاز فيها حمد بن جازي عن بدو الجنوب، ودعي مجلس الأمة الثالث للانعقاد في 3 أيلول، واستمر هذا المجلس في عمله إلى أن حل بتاريخ 22 حزيران 1954.
وفي عام 1952م كان الشيخ حمد بن جازي ضمن أول وفد رسمي أردني يزور الولايات المتحدة، وقد حلّ مجلس النواب بتاريخ 22 حزيران 1954م
مجلس الأمة الرابع
جرت انتخابات جديدة بتاريخ 16 تشرين أول 1954 ويجدد بدو الجنوب ثقتهم بالشيخ حمد بن جازي للمرة التاسعة على التوالي، ودعي هذا المجلس للاجتماع يوم 21 تشرين الأول، أعلن حل هذا المجلس يوم 26 حزيران 1956.
مجلس الأمة الخامس
بتاريخ 21 تشرين الأول 1956م تمت وانتخابات جديدة وفاز الشيخ حمد بن جازي بمقعد بدو الجنوب، وكان هذا المجلس بأغلبيته من القوى السياسية المؤطرة حزبيا.
وبذلك استمر الشيخ حمد بن جازي في تمثيل عشائر بدو الجنوب في المجلس التشريعي ومن بعده مجلس النواب منذ بداية تأسيسه سنة 1929 م وحتى وفاته في 1962 م.
وبذلك يكون عدد الدورات التي تم تمثيلها وبالتزكية 10 دورات متتالية ويمثل هذا سبق تارخي لا مثيل له ومن بعده خلف الشيخ حمد ابنه الشيخ فيصل باشا الجازي التمثيل النيابي حيث استمر في تمثيل دائرة بدو الجنوب من سنة 1962م حتى وفاته سنة 1999م ومن بعده خلفه في التمثيل اخوه المحامي يسري حمد الجازي وبذلك لقب الشيخ حمد بن جازي بأبو البرلمانيين العرب.

## وفاته
توفي بتاريخ 8/12/1962 م وأبنه الشعراء وكذلك الصحف وشارك الشيوخ والوجهاء ورجالات الدولة الكبار والجموع الغفيرة من قبيلة الحويطات في تشييعه إلى مثواه الأخير في الرشادية.
وقال في تأبينه الشاعر درويش العبد الحاج خليل المعاني:
- لـــج عـلـمـا بـالـجـوانـح زاد غـمــه*** واظلمت شمـس تغشاها قتامـــــي
- كـل بـيـت بـالــقــبـايـل ذاق سمـــــه*** مـن حدود الشـطالي ديار التهامي
- واصـبحـت الجزيرة مدلهـمـــــــــــه*** مـن رجيج النوح غطاها الظلامـي
- وازعجن البيض ابـقـد جـيـوبـهــنــه ***واوجس بكبدي لهيـب لــه ضـرامـي
- وسال دمعي مثل سيل زاد جــمــــه*** مـروي الحولات باديار مـضـامـــــي
- يـوم فقد الشيخ حمّال الـمـهـمـــــــه ***حمد حمد العز يـوم الـحرب زامــــي
- وبـالسـمـا حتى الكواكب يندبـنــــــه ***عند رب العرش يعلو مـقامــــــــــي
- قاهـر الخـيـل يـوم جـــــــــــــــــــن*** معـتلين ظهورهن شـب الهوامــــــي
- صم سرد مكظمات بـالاعـــنـــــــــه*** عاديات مثل روجـات الـحمــــامــــي
- بـالعجاجـه نـاسفات ذيـولــــهــنــــــه*** مـرجفـات كـنـهـن جـول النعامـــــــي
- يـوم شـافـا حمد صوب انـحـورهـنــه*** صـفـقـوهـن ثم ولـن بـــانـهـزامــــــــي
- هن مـجاري خمـسـمـايه عداد هــنــه ***جـهـلـن بـالـسـيـف واعـدهـن ردامــــــي
- واضـحـى رشـق الدم فوق جنوبهنـه*** شبرقان الصبغ بنـحور مدامـــــــــــــــي
- عز لـلـمـضـيـوم روضة مستكــنـــه ***خابريـنــه مـن بعـيـدين الـمــرامــــــــي
- بـالـمغازي قـبـل مبطي زاد قــنـــــه*** متـزع بالـقـاع قـطـعـان الـجـهامـــــــي
- ريــف ضيـفـه بالـسـنـيـن الـمدلـهمـه*** مـيتونـا في تـراحـيـب السـلامــــــــــي
- زل الـقـطـايـف والـبـريـم فوقهـنــــه*** ينـحر لهم عـقـر عـريضات الـسنــامــــي
- وتقـاطرن عوج الصـياني ابـخيرهـنـه ***مـجزيـات الـنزل من فـضــل الــطـعـامـي
- عالما بالدين من فرض وسـنــــــــه*** عابـدا بالليل عـيـنــه مـا تــنـــامــــــــــــي
- حور عين عـنــد ربــه يــحــتـــزنـه*** زاهيات الـدل حلوات الـمـقـــامـــــــــــي
- ابجنـة الـفردوس حول قصورهـنـــه ***هـن ثـوابـه عـن صـلاتـه والــصـيـامــــي

ومن ثم حلّ محل الشيخ حمد باشا بن جازي في زعامة الحويطات والتمثيل النيابي ولده الشيخ فيصل بن حمد بن جازي وإيذانا بذلك فقد صدرت الإرادة الملكية السامية ما حرفه:
نحن الحسين بن طلال ملك المملكة الأردنية الهاشمية
«تقديرا للصفات الحميدة التي اتصف بها الشيخ فيصل بن جازي ولما عهدنا فيه وبأفراد عشيرة الحويطات من بسالة وإخلاص وولاء لنا ولبيتنا الهاشمي فقد أصدرنا إرادتنا بتعيينه» شيخا لمشايخ الحويطات «خلفا لوالده المرحوم الشيخ حمد بن جازي وإيذانا بذلك فقد امرنا بإصدار هذه البراءة»
صدر عن قصرنا بسمان في عمان في اليوم العاشر من شهر ذي القعدة سنة 1382 هجرية الموافق لليوم الثالث من نيسان سنة 1963 ميلادية